# 5580 Sharidake
5580 Sharidake è un asteroide della fascia principale. Scoperto nel 1988, presenta un'orbita caratterizzata da un semiasse maggiore pari a 2,2547824 UA e da un'eccentricità di 0,1534575, inclinata di 5,78754° rispetto all'eclittica.